# Armoiries de la Côte d'Ivoire
Les actuelles armoiries de la Côte d'Ivoire furent adoptées en 2011. Son élément principal, l'éléphant de savane d'Afrique, est un important symbole du pays ; en effet c'est l'espèce la plus courante du pays, ressource qui a donné son nom au pays. L'éléphant est le symbole officiel du Rassemblement démocratique africain, parti fondé par Félix Houphouët-Boigny à l'indépendance du pays.

## Décret officiel de 1964
Le décret n° 64-237 du 26 juin 1964 modifiant le décret n° 60-78 du 8 février 1960 portant création des armoiries de la république de Côte d'Ivoire définit en son article 2 les armoiries de la sorte : "Blason de sinople à la tête d’éléphant, l’écu surmonté d’un soleil issant éclipsé d’or rayonnant de neuf pièces or. À dextre et à senestre deux arbres or et l’inscription argent « République de Côte d'Ivoire » sur listel or".
Ce décret précise donc que les armoiries de Côte d’Ivoire sont composées de six éléments :
- l’éléphant ;
- le soleil levant doré ;
- les deux palmiers dorés ;
- le blason de couleur verte (sinople) (à la création des armoiries le 8 février 1960, le blason était azur).
- le listel doré ;
- l’inscription argentée « République de Côte d’Ivoire ».

Les armoiries de la République jouent :
- une fonction d’identification de la République. À ce titre, ce symbole doit être placé sur les documents officiels au milieu ou du côté droit, en timbre. C’est le cachet de la République ;
- une fonction d’éducation en tant qu’appel à l’union et à la solidarité devant toute adversité. Historiquement, les concepteurs des armoiries se sont inspirés des éléments naturels symbolisant les principaux partis politiques opposés pendant la période coloniale. À savoir l’éléphant (PDCI) et le palmier, le Parti progressiste de Côte d’Ivoire.

## Évolutions de 1960 à aujourd'hui
Les armoiries de la Côte d'Ivoire ont évolué entre 1960 et aujourd'hui. Seules les armoiries de 1964 devraient être utilisées, sauf dans le cadre d'un sujet historique. L'utilisation des armoiries autres que celles de 1964, rétablies en 2011 et actuellement en vigueur, est considéré comme incorrecte. 
| Armoiries                                                                         | Période                                                           | Description |
| --------------------------------------------------------------------------------- | ----------------------------------------------------------------- | --- |
| Armoiries de 1960                                                                 | 1960 – 1964                                                       | Les armoiries de 1960, les premières de la république de Côte d'Ivoire, ont été conçues lorsque le pays était encore membre de la communauté française. Le blason azur, qui reflète l'héritage français issu de la communauté, est associé aux symboles de la nation ivoirienne que sont l'éléphant argent et les arbres or. Sa description et son usage fut strictement réglementé par le présent article du-dit décret : « Blason d'azur à tête d'éléphant coupée d'argent, l'écu surmonté d'un soleil issant éclipsé d'or rayonnant de neuf pièces or. À dextre et à senestre deux arbres or et l’inscription argent « République de Côte d'Ivoire » sur listel or. » Cette armoire était souvent stylisé selon les conventions artistiques des années 1950, faisant usage de formes géométriques strictes et, à l'époque, modernes. Ces conventions stylistiques ont notamment été utilisées pour les armoiries exposées au parlement ivoirien. L'illustration ci-contre est une variante informelle dans laquelle neuf drapeaux tricolores surmontent les armoiries. Les armoiries de 1964 remplacent celles de 1960, avec une nouvelle couleur de blason et une présentation stylistique normalisée. |
| Armoiries de 1964, tête d'éléphant argent · Armoiries de 1964, tête d'éléphant or | Éléphant argent 1964 – aujourd'hui Éléphant or ???? – aujourd'hui | Les armoiries de 1964 constituent le principal emblème de la République et de l'administration, avec le drapeau ivoirien. Sa description et son usage est strictement réglementé par le présent article du-dit décret : « Blason de sinople à la tête d’éléphant, l’écu surmonté d’un soleil issant éclipsé d’or rayonnant de neuf pièces or. À dextre et à senestre deux arbres or et l’inscription argent « République de Côte d'Ivoire » sur listel or. » L'apparence de la tête d'éléphant étant nullement défini, celle-ci est habituellement argent, sur la base des armoiries de 1960 dont le décret définissait clairement l'apparence de l'animal sur le blason. Par ailleurs, l'ouvrage Guide to the flags of the world de Mauro Talocci et Whitney Smith, publié en 1982, suggère également que la tête d'éléphant soit argent. Ce consensus informel n'est toutefois pas toujours observé. Ainsi, depuis l'année 2011, la présidence de la République, le Boeing 727 gouvernemental, et les pupitres utilisés lors de conférences arborent des armoiries conformes au décret de 1964, mais à la tête d'éléphant or. Seules quelques rares administrations ou ambassades utilisaient ce blasonnement avant 2011. La vaste majorité opte aujourd'hui pour le blasonnement à tête d'éléphant argent, sur recommandation du ministère de la Jeunesse et des Sports. |

### Déviations officieuses
| Armoiries (non officielles) | Période                    | Description |
| --------------------------- | -------------------------- | --- |
| Armoiries de 2000           | fin des années 1990 – 2011 | Barré d'orangé, d'argent et de sinople, à la tête d'éléphant d'argent. Écu timbré d'un soleil naissant d'or, soutenu à dextre et à senestre par deux palmiers au tronc de mûre feuillés de sinople, posés sur un listel tricolore portant l'inscription « République de Côte d'Ivoire ». |
|                             | 2001 – 2011                | D'or à une ombre de tête d'éléphant, l'écu timbré d'un soleil issant éclipsé d’or rayonnant de neuf pièces or. À dextre et à senestre deux arbres or et l'inscription « République de Côte d'Ivoire » sur listel or.                                                                     |